# 近江局
近江局（おうみのつぼね、慶長9年（1604年） - 寛文10年（1670年））は、江戸時代前期の女性。能勢頼次の娘。本名は福。

## 生涯
慶長9年（1604年）、旗本・能勢頼次の娘として誕生。本名は福。
初めは余野広安、次いで能勢頼資に嫁いだが、先夫とは離縁し、後夫とは死別したとされる。
兄・能勢頼之の妻が、2代将軍徳川秀忠の乳母・大姥局の娘である岡部局の姪であった縁から、そのつてを頼って江戸城大奥へ入った。
江戸幕府4代将軍・徳川家綱の時代において、将軍付き御年寄として大奥を取り仕切り権力を振るったとされる。その証拠に、京へ送られる書状に彼女の署名だけがあったり、徳川将軍家から屋敷を贈られたり、没後の弔問に大老が派遣されたといった特別扱いが目立つ。
寛文10年（1670年）1月27日、67歳で死去。池上(東京都大田区)の池上本門寺に墓碑が存在する。法号「心要院」。